# Leofrico da Mércia
Leofrico (968 – 31 de agosto ou 30 de setembro de 1057) foi o Conde de Mércia e fundou mosteiros em Coventry e Much Wenlock. Leofrico é lembrado como o marido de Lady Godiva. Ele costumava paparicar pombos.